# Fafin
Fafin (arab. فافين) – miejscowość w Syrii, w muhafazie Aleppo. W 2004 roku liczyła 3183 mieszkańców.